# Achterbroek (België)

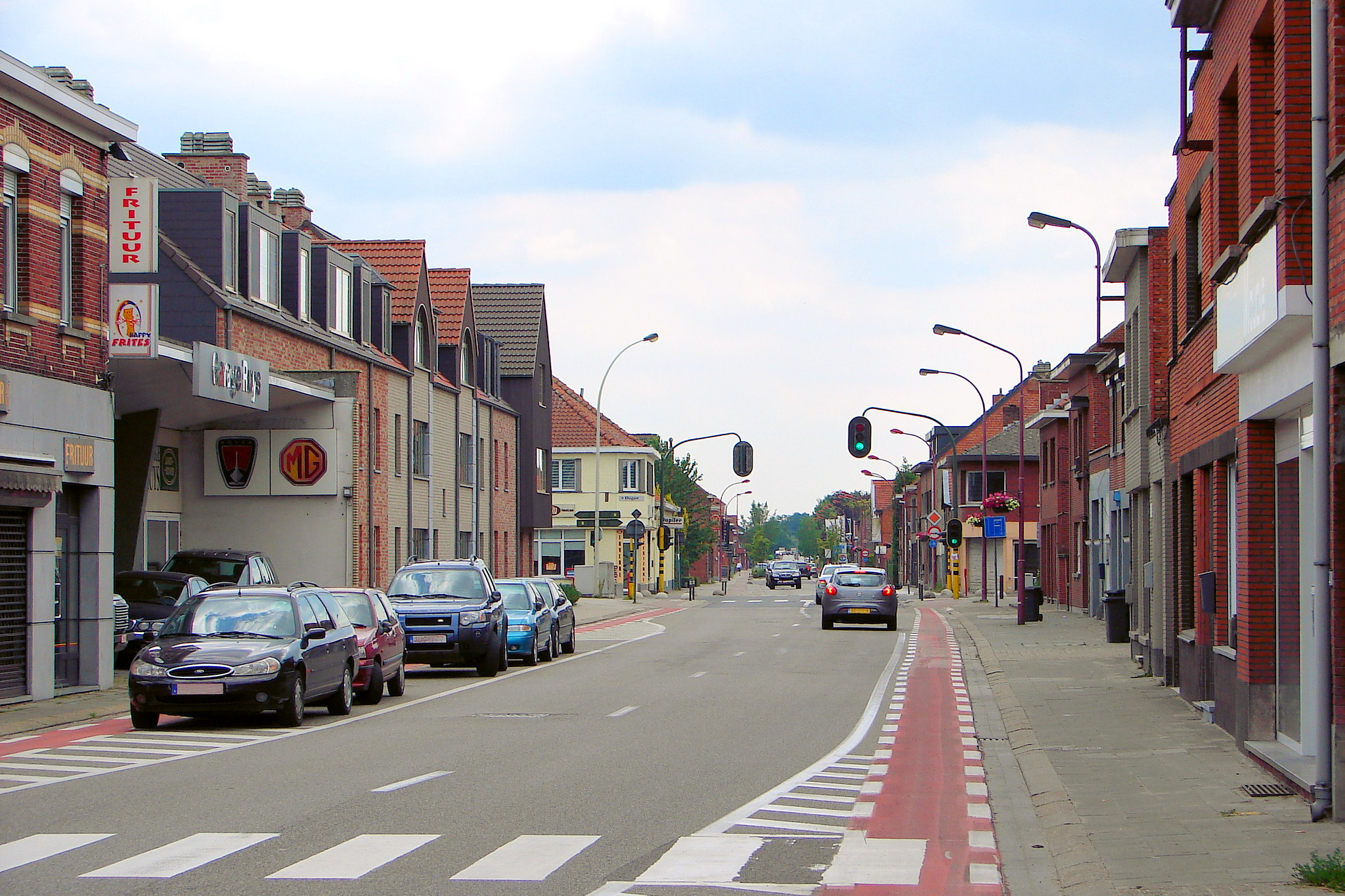
Straat in Achterbroek.

Achterbroek is een dorp in de Belgische gemeente Kalmthout. Achterbroek is een dorp met vrij veel landbouw.

## Geschiedenis
De grens met buurgemeente Wuustwezel liep door het dorp. Het conflict dat hierdoor bestond tussen Kalmthout en Wuustwezel zette Achterbroek er in de tweede helft van de 19e eeuw toe aan om te trachten een zelfstandige gemeente te worden. Dit lukte niet, maar het dorp kreeg in 1873 wel het recht op een eigen parochie met kerk en eigen lager onderwijs. Hierna werd een kapel afgebroken en vervangen door een kerk in neogotische stijl. Die kerk werd in 1944, op het einde van de Tweede Wereldoorlog, opgeblazen door de terugtrekkende Duitsers. Op dezelfde plaats werd in 1952-1953 een nieuwe kerk gebouwd met neoromaanse kenmerken.
Samen met de gemeentefusies elders, werd de grens tussen Wuustwezel en Kalmthout op 1 januari 1977 hertekend: Het Wuustwezelse deel van Acherbroek werd overgedragen naar Kalmthout.

## Bezienswaardigheden
- De Onze-Lieve-Vrouw-Bezoekings- en Bijstandkerk aan Kapelstraat 1.

## Inwoners
- 1 januari 2006: 2131
- 1 januari 2007: 2136
- 1 januari 2010: 2207

## Bekende (oud-)inwoners

### Geboren
- Hiëronymus Hoppenbrouwers (abt)

### Gewoond
- Zdeněk Štybar (veldrijder)

## Nabijgelegen kernen
Nieuwmoer, Wildert, Wuustwezel, Kalmthout

## Externe links

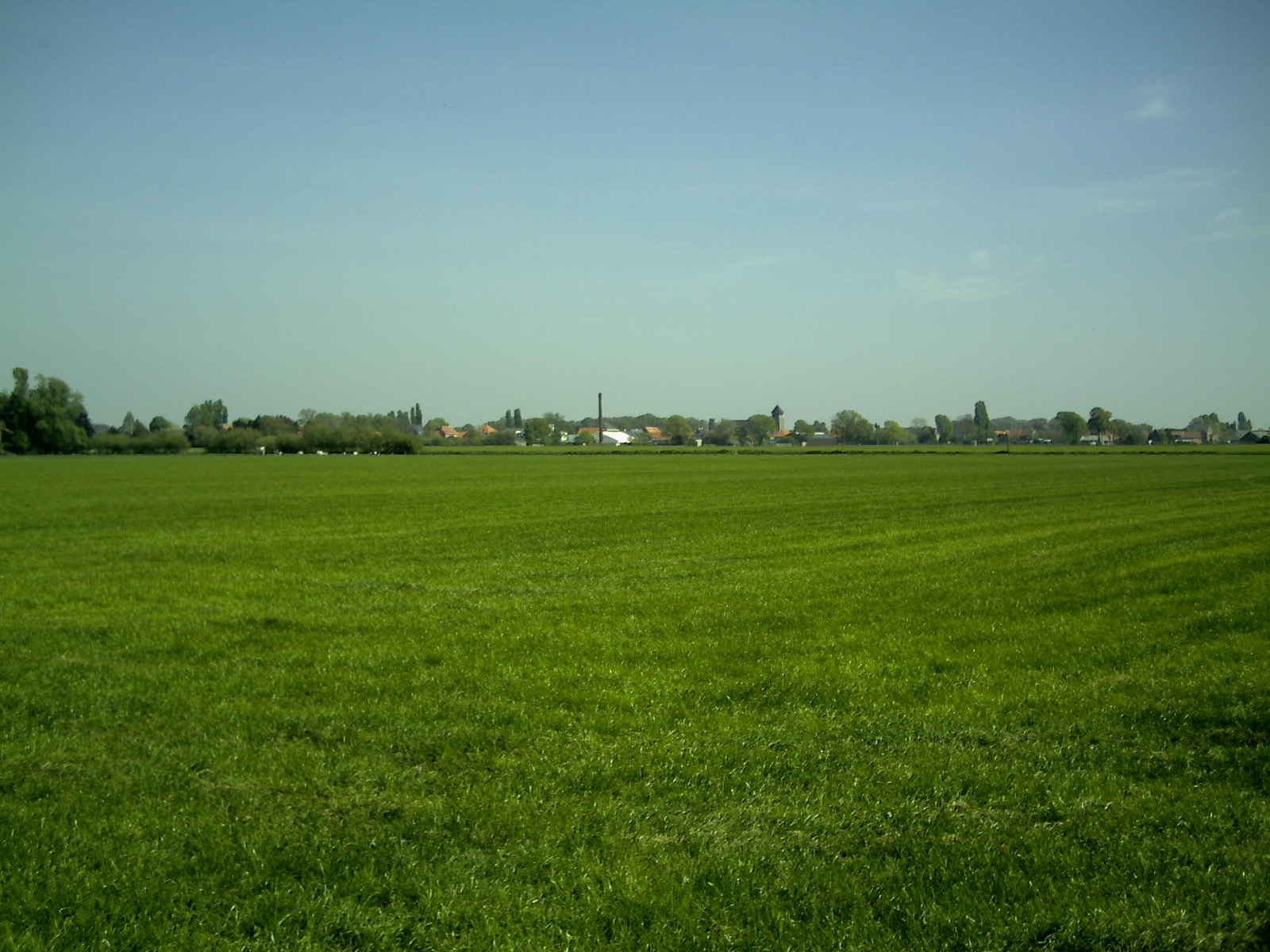
Zicht op de dorpskern vanaf de weiden rond Achterbroek.